# Irena Špendl
Irena Špendl, slovenska slikarka, * 4. januar 1951, Ptuj.

## Življenjepis
Gimnazijo je obiskovala v Celju, nato pa se je vpisala na Akademijo za likovno umetnost v Ljubljani, ki jo je zaključila z diplomo leta 1973. Slikarsko specialko je končala leta 1975.
Kasneje je bila zaposlena kot učiteljica likovne vzgoje na osnovni in nato na srednji šoli, opravljala pa je tudi andragoško delo. Od leta 1986 dela kot svobodna likovna ustvarjalka. Od leta 1975 je članica Združenja slovenskih likovnih umetnikov. Živi z akademskim slikarjem in grafikom Ignacem Kofolom v Ljubljani.

### Likovno ustvarjanje
Do leta 2013 je imela 22 samostojnih razstav ter 62 skupinskih razstav po Sloveniji in v tujini. Udeležila se je tudi šestih likovnih kolonij. 
Poleg slikarstva se ukvarja tudi z ilustracijo in grafiko, pa tudi z drugimi oblikovalskimi projekti, kot so oblikovanje nakita in oprema knjig.